# فرانكي مكوي
فرانكي مكوي (بالإنجليزية: Frankie McCoy)‏ هي مغنية أمريكية، ولدت في 30 أبريل 1969.

## وصلات خارجية
- فرانكي مكوي على موقع ميوزك برينز (الإنجليزية)
- فرانكي مكوي على موقع ديسكوغز (الإنجليزية)